# 3 Pułk Łączności (II RP)
3 Pułk Łączności (3 płącz) – oddział łączności Wojska Polskiego II RP.
Pułk został sformowany w listopadzie 1921, w garnizonie Grudziądz, w wyniku połączenia IV, VII i VIII batalionu telegraficznego.

## Organizacja pokojowa pułku
- Dowództwo 3 pułku łączności w Grudziądzu
  - sztab dowódcy
  - sekcja administracyjno-taborowa
  - warsztat i skład techniczny
- IV batalion telegraficzny w Grudziądzu
- kadra kompanii zapasowej IV batalionu telegraficznego w Łodzi
- VII batalion telegraficzny w Grudziądzu
- kadra kompanii zapasowej VII batalionu telegraficznego w Poznaniu
- VIII batalion telegraficzny w Grudziądzu
- kadra kompanii zapasowej VIII batalionu telegraficznego w Toruniu
- III batalion radiotelegraficzny w Grudziądzu
- kadra kompanii zapasowej III batalionu radiotelegraficznego w Toruniu
- 3 kompania telegraficzna Specjalna
- pluton telegraficzny lokalny w Toruniu
- pluton telegraficzny lokalny w Grudziądzu

Dowódca pułku podlegał bezpośrednio szefowi wojsk łączności Okręgu Korpusu nr IV, natomiast dowódcy kadr kompanii zapasowych podlegali dowódcom okręgów korpusów, na terenie których stacjonowały. Pod względem ewidencyjnym do każdej kadry kompanii zapasowej batalionu telegraficznego należała jedna stała stacja gołębi pocztowych.
Oba plutony telegraficzne lokalne zostały rozformowane w terminie do 1 lipca 1927 roku.

## Kadra pułku
Dowódcy pułku
- ppłk / płk łącz. Andrzej Miączyński (1921 - 12 VI 1923 → komendant Obozu Szkolnego Wojsk Łączności)
- ppłk łącz. Zenon Nosowicz (29 V 1923[1] - VI 1924 → dowódca 2 pułku łączności)

Oficerowie
- kpt. łącz. Heliodor Cepa (nadetatowy)
- kpt. łącz. Stanisław Jugendfein (rezerwowy)
- por. łącz. Maksymilian Ciężki (nadetatowy)

Obsada personalna pułku w 1923 roku
- p.o. dowódcy – ppłk łącz. Zenon Nosowicz
- p.o. zastępcy dowódcy – mjr łącz. Alfred Wallner
- p.o. oficera telegraficznego pułku – kpt. łącz. Michał Szumowski
- p.o. oficera radiotelegraficznego pułku – por. łącz. Wincenty Terlikowski
- starszy lekarz pułku – wakat
- młodszy lekarz pułku – por. plek[2]. Stefan Tarnawski
- młodszy lekarz pułku – por. plek. Henryk Ziomkowski
- oficer kasowy – wakat
- oficer prowiantowy – wakat
- p.o. dowódcy III b.rtlgr[3]. – kpt. łącz. Wacław Tomalak
- p.o. dowódcy IV b.tlgr[4]. – kpt. łącz. Leon Antoni Wysocki
- p.o. dowódcy VII b.tlgr. – kpt. łącz. Józef Bolesław Wróblewski
- p.o. dowódcy VIII b.tlgr. – kpt. łącz. inż. Stanisław Bronisław Hegner-Szymański
- p.o. komendanta kadry kz III b.rtlgr. – por. łącz. Władysław Kijak
- p.o. komendanta kadry kz IV b.tlgr. – kpt. łącz. Henryk Teszyński
- p.o. komendanta kadry kz VII b.tlgr. – kpt. łącz. Józef II Wysocki
- p.o. komendanta kadry kz VIII b.tlgr. – kpt. łącz. Stanisław Sierkuczewski